# Thecla leos
Thecla leos är en fjärilsart som beskrevs av William Schaus 1913. Thecla leos ingår i släktet Thecla och familjen juvelvingar. Inga underarter finns listade i Catalogue of Life.